# Savilian Professor of Geometry
Savilian Professorship of Astronomy er et professorat i matematik ved Oxfords Universitet. Det blev instiftet i 1619 af Henry Savile, som samtidigt også instiftede stillingen som Savilian Professor of Geometry.

## Indehavere
- 1619 Henry Briggs
- 1631 Peter Turner
- 1649 John Wallis
- 1704 Edmond Halley
- 1742 Nathaniel Bliss
- 1765 Joseph Betts
- 1766 John Smith
- 1797 Abraham Robertson
- 1810 Stephen Peter Rigaud
- 1827 Baden Henry Powell
- 1861 Henry John Stephen Smith
- 1883 James Joseph Sylvester
- 1897 William Esson
- 1920 Godfrey Harold Hardy
- 1932 Edward Charles Titchmarsh
- 1963 Michael Francis Atiyah
- 1969 Ioan MacKenzie James
- 1995 Richard Taylor
- 1997 Nigel James Hitchin
- 2017 Frances Clare Kirwan